# Jasenovo (Nova Varoš)
Jasenovo (Servisch cyrillisch Јасеново) is een plaats in de Servische gemeente Nova Varoš. De plaats telt 272 inwoners (2002).